# Christophe Willem
Christophe Willem (Enghien-les-Bains, 1983. augusztus 3. –) francia énekes. 2006-ban megnyerte a La Nouvelle Star elnevezésű francia énekes tehetségkutató versenyt. 2007-ben jelent meg első nagy lemeze Inventaire címmel.

## Élete
Élete nagy részét Deuil-la-Barre-ban töltötte, ahol szülei egy autósiskolát vezetnek. Gyerekként műkorcsolyozáni tanult és énekelt egy gospel kórusban. 14 évesen dalokat komponált.
Mielőtt úgy döntött, hogy közgazdaságtant fog tanulni, tovább zenélt és 2004-ben egy Richard Anconina filmben szerepelt, ahol Henrit, a fiatalembert játszotta, akinek arany hangja van mégsem találják megfelelőnek egy musical főszerepére. Miután filmes karrierje nem folytatódott, visszatért az egyetemre, ahol kommunikációt tanult és mellékállásban bébiszitterkedett és egy színházban dolgozott segítőként.

## Nouvelle Star
Családja és barátai unszolására úgy döntött, hogy szerencsét próbál a 2006-os Nouvelle Star-ban. Az első meghallgatásokon meglepte a zsűriket, akik nem számítottak ilyen színvonalas hangra, egy ilyen kinézetű embertől. A Teknős gúnynevet kapta, végül június 8-án ő lett a negyedik Nouvelle Star győztese.
A 2007-es Night of the Proms turnéhoz csatlakozott, ahol olyan művészekkel léphetett fel mint Lara Fabian, Murray Head és a Tears for Fears.
A bemutatkozó albuma Inventaire címmel 2007. április 16-án jelent meg, és több mint 362 000 példány kelt el belőle, így dupla platina lett.

## Albumai
- 2007: Inventaire
- 2007: Inventaire tout en acoustic
- 2009: Caféine

## Kislemezei
- 2006: Sunny
- 2007: Elu produit de l'année
- 2007: Double je
- 2007: Jacques a dit
- 2008: Quelle chance, september, heartbreaker
- 2009: Berlin
- 2009: Plus que tout
- 2009: Heartbox